# Johan Vilhelm Friso af Nassau-Diez
Johan Vilhelm Friso (1. september 1687 i Dessau – 14. juli 1711) var fyrste af Nassau-Diez fra 1696. Desuden var han arvestatholder i Frisland og statholder i Groningen.
Johan Vilhelm Friso blev titulær fyrste af Oranien i 1702. Han forsøgte herefter forgæves at blive statholder i Holland. 
Johan Vilhelm Friso var søn af Henrik Casimir 2. af Nassau-Diez og far til arvestatholder Vilhelm 4. af Nederlandene.
1. ↑  Navnet er anført på engelsk og stammer fra Wikidata hvor navnet endnu ikke findes på dansk.
2. ↑  Navnet er anført på engelsk og stammer fra Wikidata hvor navnet endnu ikke findes på dansk.
3. ↑  Navnet er anført på engelsk og stammer fra Wikidata hvor navnet endnu ikke findes på dansk.
4. ↑  Navnet er anført på engelsk og stammer fra Wikidata hvor navnet endnu ikke findes på dansk.